# 石桥子站
石桥子站位于中华人民共和国辽宁省本溪市溪湖区石桥子镇，为沈丹铁路上的一个火车站，建于1907年。距离沈阳站60公里，丹东站217公里，隶属中国铁路沈阳局集团管辖。现为四等站。

## 历史
- 1907年 - 石桥子站建成启用。

## 周边
- 水晶宫
- 本溪市十中
- 太和饭店
- 中国建设银行（本溪经济技术开发区支行）
- 本溪市城市信用社开发区分社
- 梅子餐馆
- 虹霞小吃
- 辽宁琦润生物科技有限公司
- 沈丹高速